# Rheumaptera radiata
Rheumaptera radiata là một loài bướm đêm trong họ Geometridae.